# Josh Cooke
Josh Cooke, född 22 november 1979 i Philadelphia, är en amerikansk skådespelare. Han har bland annat spelat i TV-serierna Committed, Four Kings och Big Day. Han har också gästspelat i TV-serierna Without a Trace, Century City, Once and Again, 10-8 samt Dragnet. Cooke har fått motta skådespelarpriset the James Pendleton Foundation Prize for Outstanding Achievement in Performance och the Judith & Milton R. Stark Scholarship. Cooke har studerat vid UCLA och har en examen i teater. För närvarande bor han i Los Angeles, Kalifornien.